# Moody Blue (singolo)
Moody Blue è un brano musicale composto da Mark James ed eseguito da Elvis Presley. È la title track dell'omonimo album di Presley del 1977.

## Il brano
Pubblicata come singolo, la canzone divenne l'ultimo numero 1 in classifica di Presley in vita, raggiungendo negli Stati Uniti la vetta della classifica di Billboard Hot Country Singles nel febbraio 1977. Moody Blue raggiunse anche la posizione numero 31 nella classifica Billboard Hot 100. La RCA Records pubblicò anche una serie limitata di copie del singolo Moody Blue in vinile blu traslucido, con il brano She Thinks I Still Care come B-side. Sei mesi dopo l'ingresso in classifica di Moody Blue, Presley morì.
Il brano venne registrato nel febbraio 1976 nello studio casalingo costruito nella "Jungle Room" di Graceland, la residenza di Presley.
L'ultima occasione nella quale Elvis interpretò la canzone dal vivo in concerto fu il 21 febbraio 1977, a Charlotte, Carolina del Nord.

## Tracce singolo
1. Moody Blue - 2:53
2. She Thinks I Still Care - 3:54

## Classifica
| Classifiche (1976–1977)                      | Posizione più alta |
| -------------------------------------------- | ------------------ |
| U.S. Billboard Hot Country Singles           | 1                  |
| U.S. Billboard Hot 100                       | 31                 |
| U.S. Billboard Hot Adult Contemporary Tracks | 2                  |
| Canadian RPM Country Tracks                  | 3                  |
| Canadian RPM Top Singles                     | 57                 |
| Canadian RPM Adult Contemporary Tracks       | 2                  |